# Inzell
Inzell è un comune tedesco di 4 375 abitanti, situato nel land della Baviera.